# Reducció d'ordre
|  | Per a altres significats, vegeu «Reducció (desambiguació)». |

En matemàtiques, la reducció d'ordre és una tècnica utilitzada per resoldre equacions diferencials ordinàries de segon ordre. Es fa servir quan la primera de dues solucions ({\displaystyle y_{1}}) és coneguda i es busca la segona ({\displaystyle y_{2}}).

## Ús
Donada una equació diferencial
{\displaystyle y''+p(t)y'+q(t)y=0\,}
i una sola solució ({\displaystyle y_{1}(t)}), i sigui la segona solució definida per
{\displaystyle y_{2}=v(t)y_{1}(t)\,}
on {\displaystyle v(t)} és una funció arbitrària. Així,
{\displaystyle y_{2}'=v'(t)y_{1}(t)+v(t)y_{1}'(t)\,}
i
{\displaystyle y_{2}''=v''(t)y_{1}(t)+2v'(t)y_{1}'(t)+v(t)y_{1}''(t).\,}
Si se substitueixen per {\displaystyle y}, {\displaystyle y'}, i {\displaystyle y''} a l'equació diferencial, llavors
{\displaystyle y_{1}(t)\,v''+(2y_{1}'(t)+p(t)y_{1}(t))\,v'+(y_{1}''(t)+p(t)y_{1}'(t)+q(t)y_{1}(t))\,v=0.}
Com que {\displaystyle y_{1}(t)} és solució de l'equació diferencial original, {\displaystyle y_{1}''(t)+p(t)y_{1}'(t)+q(t)y_{1}(t)=0}, es pot reduir a 
{\displaystyle y_{1}(t)\,v''+(2y_{1}'(t)+p(t)y_{1}(t))\,v'=0}
que és una equació diferencial de primer ordre per {\displaystyle v'(t)}. Dividint per {\displaystyle y_{1}(t)}, s'obté
{\displaystyle v''+\left({\frac {2y_{1}'(t)}{y_{1}(t)}}+p(t)\right)\,v'=0}
i {\displaystyle v'(t)} es pot trobar fent servir el mètode general. Un cop s'ha trobat {\displaystyle v'(t)}, s'integra i se substitueix a l'equació original per {\displaystyle y_{2}}:
{\displaystyle y_{2}=v(t)y_{1}(t).\,}